# Os Vips
Os Vips foi uma dupla vocal brasileira, formada por Ronald Antonucci (nome artístico de Reynaldo Luís Antonucci; São Paulo, 17 de agosto de 1941 – São Paulo, 23 de junho de 2024) e Márcio Vip Antonucci (nome artístico de Márcio Augusto Antonucci; São Paulo, 23 de novembro de 1945 – Angra dos Reis, 20 de janeiro de 2014).

## Carreira
No início da carreira, cantavam sozinhos sob os nomes Ronald Red e Jett Williams, mas no programa de TV Festival dos Bairros, em 1964, resolveram cantar em dupla. Palmeira e Alfredo Corletto, produtores da gravadora Continental, assistiam ao programa, e os contrataram.
A primeira gravação da dupla, em 1964, foi "Tonight", composição deles com letra em inglês, incluída no LP da Record Reino da Juventude, reunindo artistas participantes do programa homônimo, apresentado por Antônio Aguilar. O nome da dupla foi escolhido por causa do filme The Vips (1963), com Richard Burton e Elizabeth Taylor, aqui traduzido como Gente Muito Importante.
A dupla teve vários sucessos. Na grande maioria, composições de Roberto Carlos: "A Volta" (1966), "Emoção" (1965), "Faça Alguma Coisa Pelo Nosso Amor" e, após a mudança para a CBS em 1968, as músicas também de Roberto: "É Preciso Saber Viver" (1968) e "Largo Tudo e Venho te Buscar".
Gravaram uma série de versões dos Beatles, como "Menina Linda" (I Should Have Known Better), "Coisas que Acontecem" (Things We Said Today), "Obrigado, Garota" (Thank You Girl), "Michelle" e "Submarino Amarelo".
Em 1968, o programa Jovem Guarda foi cancelado pela TV Record; Márcio acabou se mudando para o Rio de Janeiro, para trabalhar na Som Livre, enquanto Ronald permaneceu em Santana, para montar negócios com o dinheiro ganho pela dupla. O primeiro empreendimento foi o "Vip’s Burguer", de 1968, em Santana. O "Vip’s Burguer" virou rede, com uma filial aberta na Alameda Jaú, nos Jardins, e outra em Atibaia. Em 1969, teve início o "Vip’s Buffet", na Avenida Nove de Julho. O bufê e as lanchonetes foram vendidos, posteriormente.
Em 1970, voltaram à Continental e, sob o nome artístico 'Márcio e Ronaldo', gravaram sucessos, como "Só até Sábado" (de Lílian Knapp). Em 1976, a dupla se separou e Márcio se tornou produtor da gravadora Som Livre.
Em 1990, um retorno da Jovem Guarda lotou o Asa Branca no Rio de Janeiro. Reunidos, gravaram um LP ao vivo pela Som Livre (A Volta, lançado em janeiro de 1991, que vendeu 300 mil cópias). Em 1995, foi lançado um CD quíntuplo, com 29 artistas capitaneados pelos Vips, para comemorar os 30 anos do movimento, e vendeu 3 milhões de cópias.
Na manhã do dia 20 de janeiro de 2014, Márcio Augusto, internado há alguns dias por conta de uma pneumonia, faleceu em um hospital em Angra dos Reis, depois de sofrer uma infecção generalizada, aos 68 anos.
Em 22 de junho de 2024, Ronald Antonucci faleceu aos 82 anos em São Paulo. A causa da morte não foi divulgada pelos familiares.